# Зондерсгаузен
Зондерсгаузен (нім. Sondershausen) — місто в Німеччині, розташоване в землі Тюрингія. Адміністративний центр району Киффгойзер.
Площа — 114,36 км2. Населення становить 21 317 ос. (станом на 31 грудня 2021).

## Географії

### Адміністративний поділ
Місто  складається з 18 районів:
- Зондерсгаузен (центральна частина міста)
- Борнталь
- Газенгольц
- Естерталь
- Бебра
- Берка
- Гросфурра
- Єха
- Єхабург
- Штокгаузен
- Гросберндтен
- Гіммельсберг
- Гоенебра
- Імменроде
- Кляйнберндтен
- Шернберг
- Штраусберг
- Талебра

## Галерея

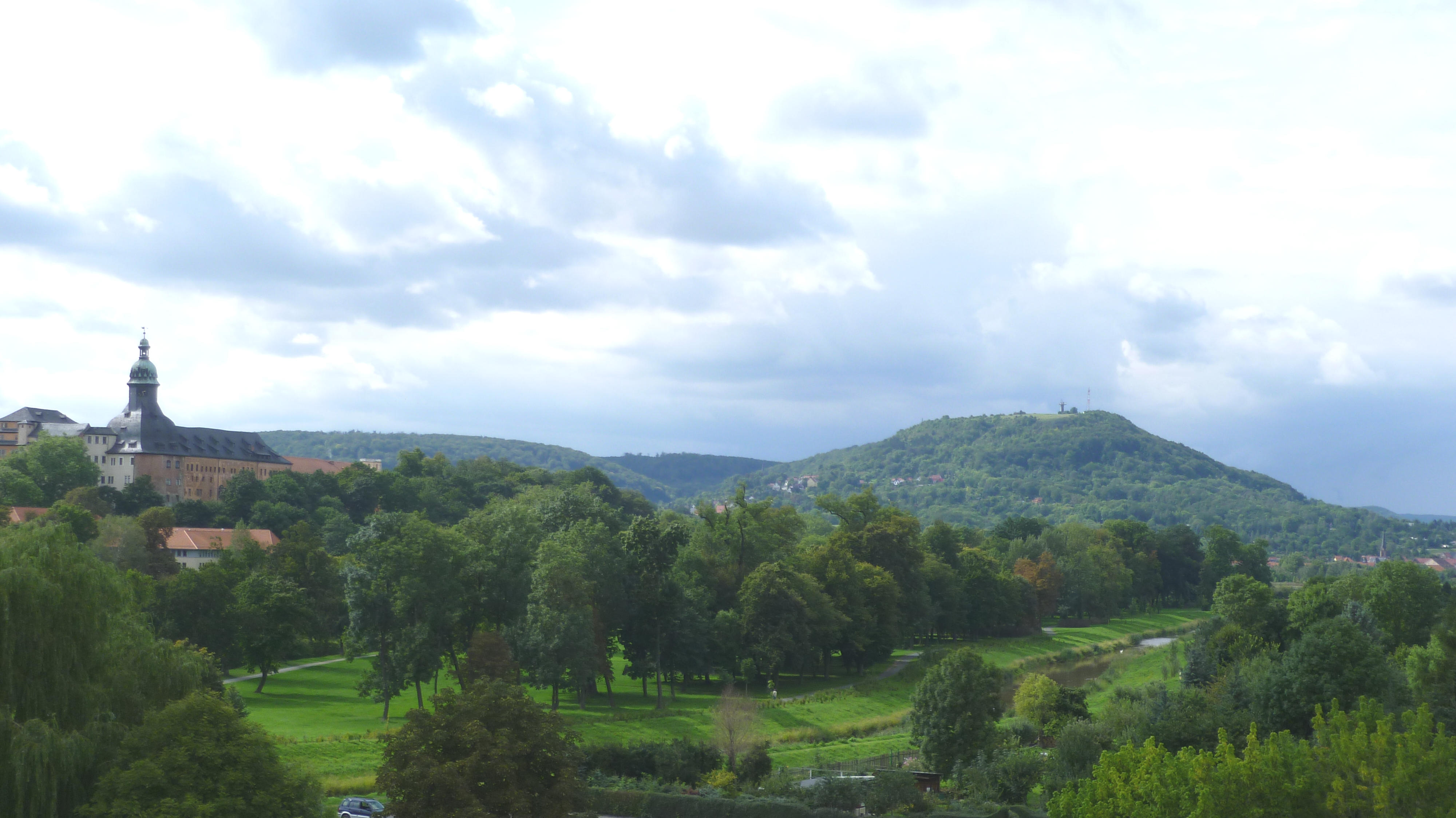
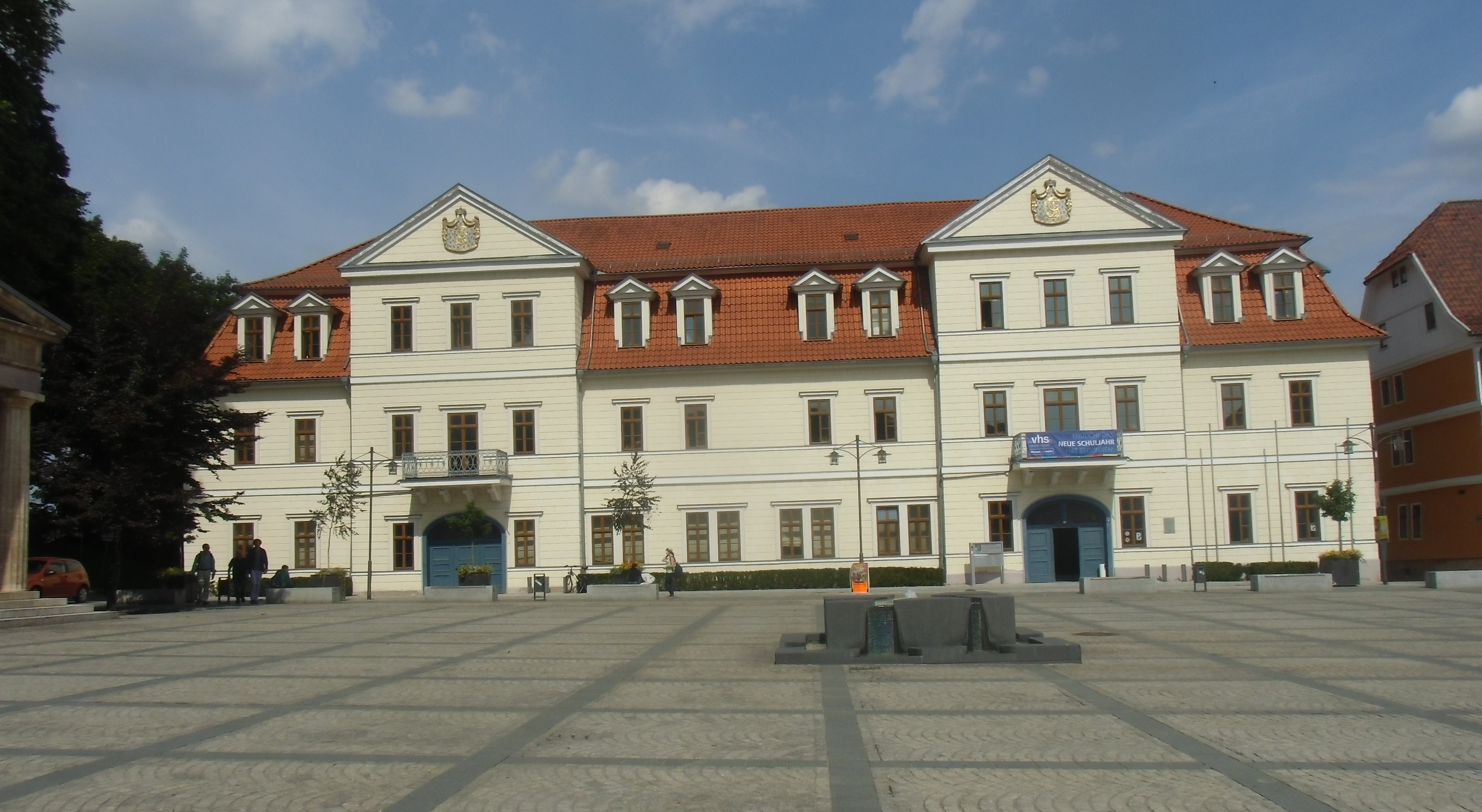
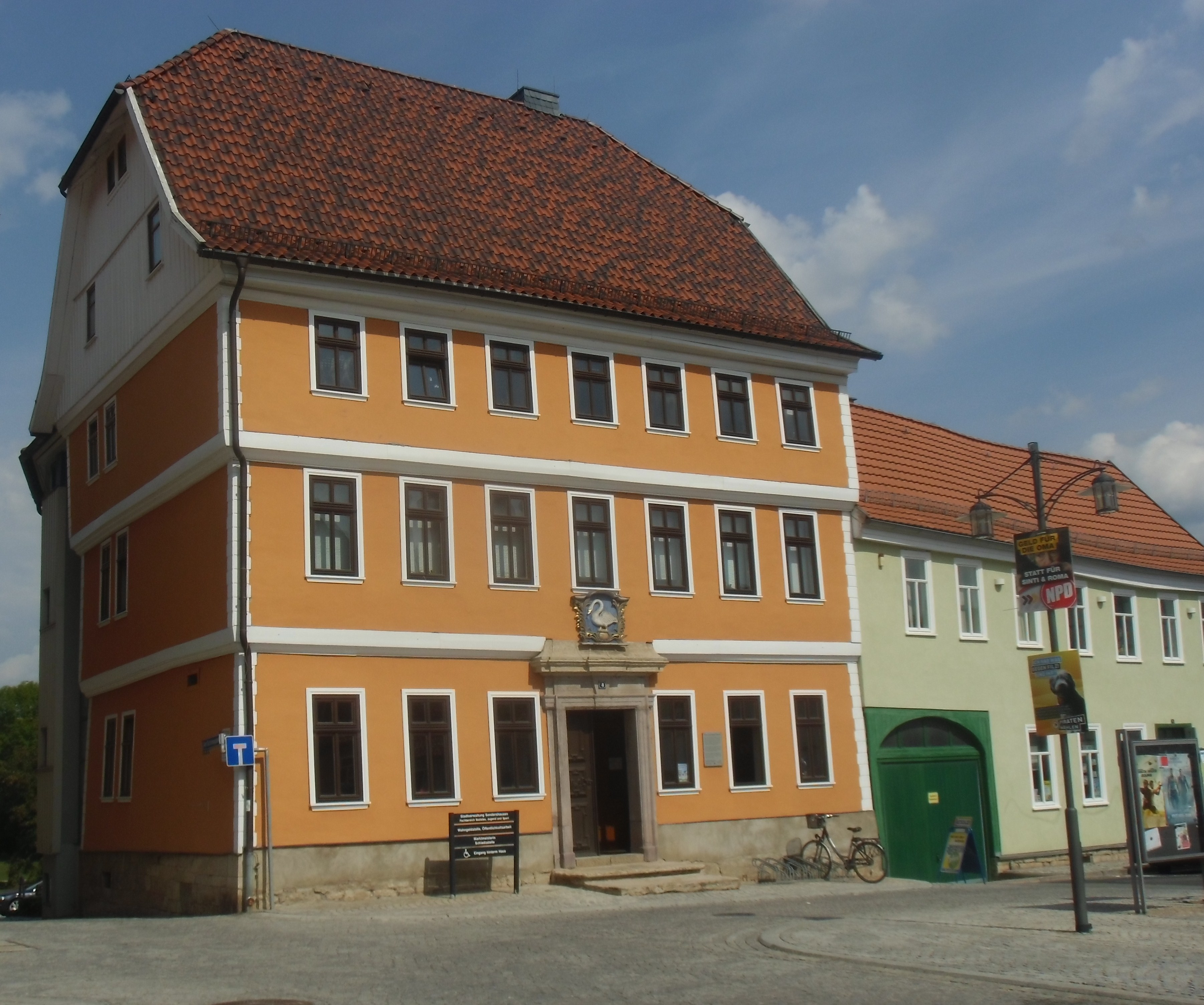
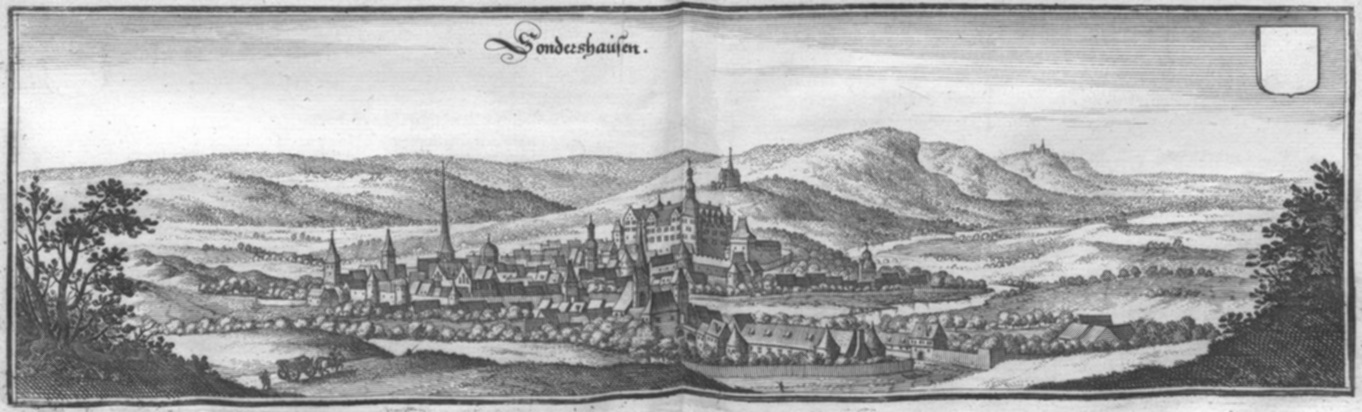
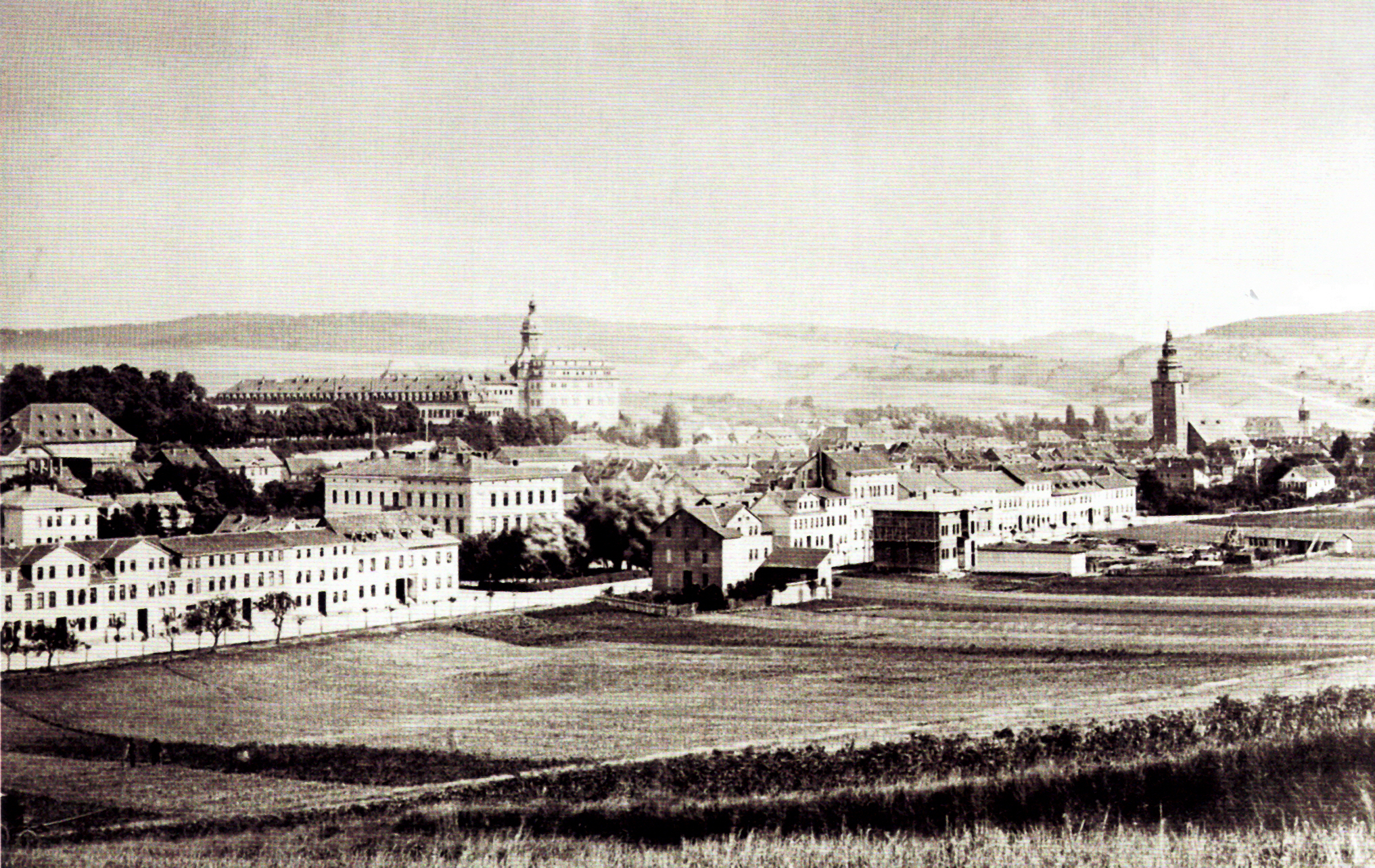
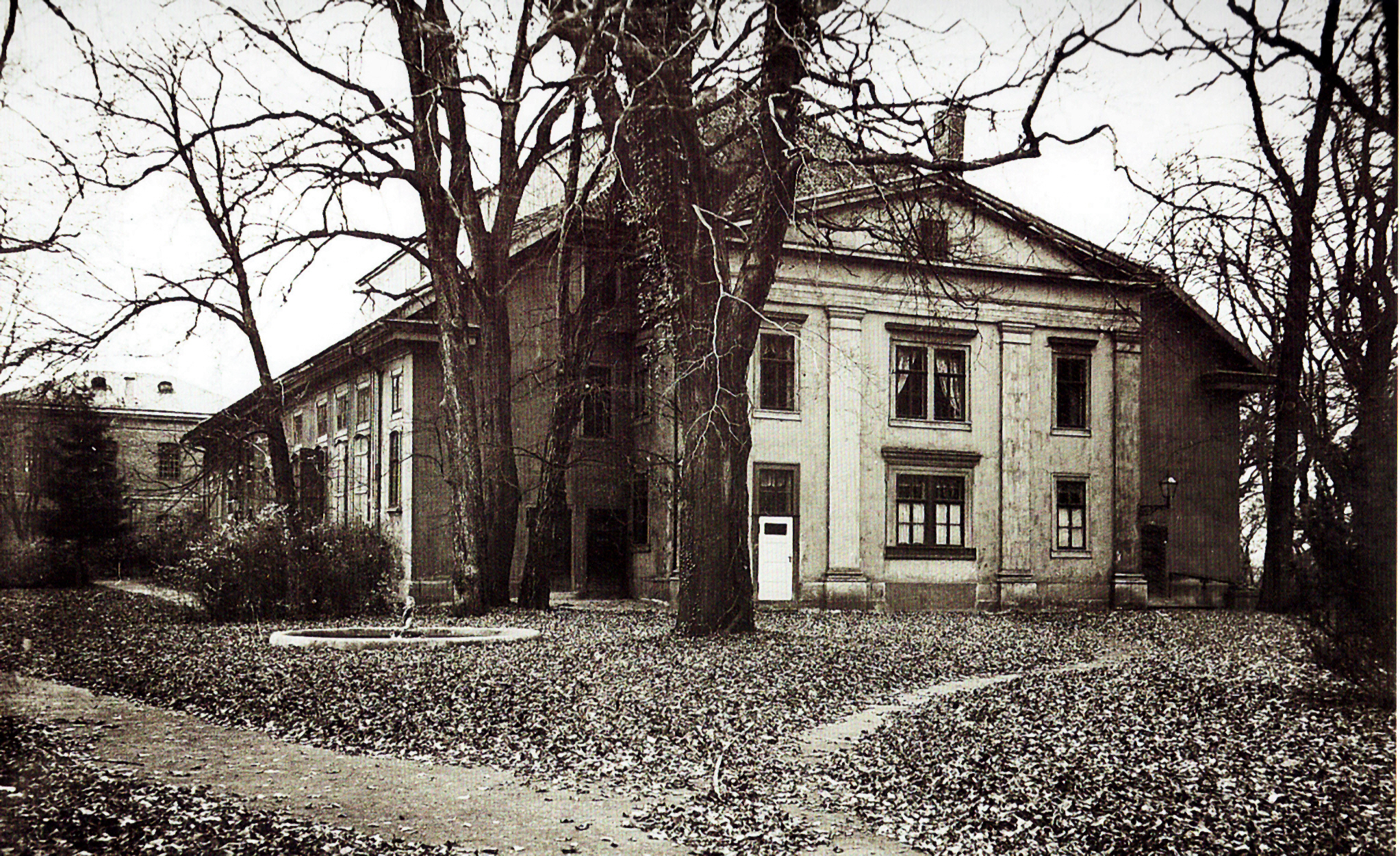